# João Propício Mena Barreto
João Propício Mena Barreto, 2.° Barão de São Gabriel, (Rio Pardo, 5 de agosto de 1808 — São Gabriel, 9 de fevereiro de 1867) foi um marechal brasileiro.

## Carreira
É um dos ascendentes duma tradicional família brasileira do Rio Grande do Sul: os Mena Barreto. Filho de João de Deus Mena Barreto, o Visconde de São Gabriel e Rita Bernardina Cortes de Figueiredo Mena, casado com Francisca da Glória Palmeiro Pinto da Fontoura, Baronesa de São Gabriel. Meio-irmão de João Manuel Mena Barreto por parte de pai.

Combateu em todas as guerras do sul do Brasil entre 1825 e 1865: Guerra da Cisplatina (1825-1828), Revolução Farroupilha (1835-1845) (ao lado do Império), Guerra do Prata (1851-1852) até a Guerra do Uruguai (1864), quando como comandante do Comando Militar do Sul do Brasil, conquistou Paiçandu, ocupou Montevidéu e concorreu para a deposição de Atanasio Aguirre, após o que solicitou dispensa por grave doença, sendo agraciado com o título nobiliárquico de barão em 18 de fevereiro de 1865. Concluída a guerra contra Aguirre, retornou à São Gabriel, onde faleceu pouco depois.